# Linas Linkevičius
Linas Antanas Linkevičius (ur. 6 stycznia 1961 w Wilnie) – litewski polityk i dyplomata, minister obrony w latach 1993–1996 i 2000–2004, ambasador Litwy przy NATO, na Białorusi oraz w Szwecji, minister spraw zagranicznych w latach 2012–2020.

## Życiorys
W 1978 ukończył szkołę średnią nr 7 w Kownie, a w 1983 studia na wydziale automatyki Kowieńskiego Instytutu Politechnicznego ze specjalnością inżynier elektryk.
Wieloletni działacz Komsomołu: pełnił funkcje sekretarza komitetu rejonowego w jednej z dzielnic Kowna, następnie kierownika wydziału Komitetu Centralnego. Zajmował się pracą z utalentowaną młodzieżą, prasą młodzieżową, publikował w gazecie „Komjaunimo tiesa” (litewskiej edycji pisma „Komsomolskaja Prawda”). Był jednym z inicjatorów uniezależnienia się litewskiego Komsomołu od organizacji radzieckiej i przekształcenia jej w organizację o charakterze socjaldemokratycznym. W latach 1990–1992 pracował jako korespondent czasopisma „Tiesa” i konsultant grupy parlamentarnej postkomunistycznej Litewskiej Demokratycznej Partii Pracy (LDDP). W latach 1991–1996 był członkiem Rady LDDP. Od 1992 do 1993 przewodniczył młodzieżówce partyjnej.
W latach 1992–1996 sprawował mandat posła na Sejm, zasiadał we frakcji LDDP. W latach 1992–1993 kierował litewską delegacją parlamentarną do Zgromadzenia Północnoatlantyckiego i był wiceprzewodniczącym Komisji Spraw Zagranicznych. Od 28 października 1993 do 4 grudnia 1996 pełnił funkcję ministra obrony w rządach Adolfasa Šleževičiusa i Laurynasa Stankevičiusa.
W 1997 został doradcą ministra spraw zagranicznych Algirdasa Saudargasa. W latach 1997–2000 w randze ambasadora kierował misją Republiki Litewskiej przy NATO i Unii Zachodnioeuropejskiej. 9 listopada 2000 ponownie został ministrem obrony, wchodząc do rządu Rolandasa Paksasa. Zachował stanowisko w powołanym w 2001 gabinecie Algirdasa Brazauskasa. Funkcję tę pełnił do 14 grudnia 2004. W latach 2004–2005 był zatrudniony w Ministerstwie Spraw Zagranicznych na stanowisku ambasadora pełnomocnego.
W 2005 został stałym przedstawicielem Litwy przy NATO. Po zakończeniu misji w 2011 został społecznym doradcą premiera Andriusa Kubiliusa. W lipcu 2012 objął funkcję ambasadora Republiki Litewskiej na Białorusi. Wręczenie listów uwierzytelniających prezydentowi Białorusi Alaksandrowi Łukaszence odbyło się 5 października.
13 grudnia 2012 rozpoczął urzędowanie jako minister spraw zagranicznych (z rekomendacji LSDP) w rządzie Algirdasa Butkevičiusa. W 2016 z ramienia socjaldemokratów został ponownie wybrany do Sejmu. 13 grudnia 2016 w nowo powołanym gabinecie Sauliusa Skvernelisa utrzymał stanowisko ministra spraw zagranicznych. We wrześniu 2017 zadeklarował pozostanie w rządzie i opuszczenie LSDP, która przegłosowała wystąpienie z koalicji.
Związał się z Litewską Socjaldemokratyczną Partią Pracy. Był liderem jej listy wyborczej w wyborach w 2020, która nie przekroczyła wyborczego progu. Kandydował wówczas również w okręgu wyborczym dla obywateli Litwy zamieszkujących za granicą, zajął trzecie miejsce w okręgu w pierwszej turze, nie uzyskując tym samym mandatu. 11 grudnia 2020 zakończył pełnienie funkcji ministra. W grudniu 2023 mianowany ambasadorem Litwy w Szwecji.

## Odznaczenia

### Litewskie
- Krzyż Komandorski Orderu Wielkiego Księcia Giedymina (2003)[10]
- Krzyż Komandorski Orderu Krzyża Pogoni (2004)[10]
- Krzyż Wielki Komandorski Orderu Witolda Wielkiego (2015)[11]

### Zagraniczne
- Krzyż Komandorski Orderu Trzech Gwiazd (Łotwa, 2001)
- Order Krzyża Ziemi Maryjnej II klasy (Estonia, 2005)[12]
- Prezydencki Order Doskonałości (Gruzja, 2011)
- Order Honoru (Mołdawia, 2014)[13]
- Krzyż Wielki Orderu Gwiazdy Polarnej (Szwecja, 2015)
- Krzyż Komandorski z Gwiazdą Orderu Zasługi Rzeczypospolitej Polskiej (Polska, 2019)[14]
- Kawaler Krzyża Wielkiego Orderu Zasługi Republiki Włoskiej (Włochy, 2019)[15]
- Krzyż Zasługi MSZ (Estonia, 2021)[16]

### Niepaństwowe
- Medal Rady Bałtyckiej (2017)[17]